# Ровераца (Ђенова)
Ровераца је насеље у Италији у округу Ђенова, региону Лигурија.
Према процени из 2011. у насељу је живело 34 становника. Насеље се налази на надморској висини од 199 м.